# Kraków Osiedle
Kraków Osiedle – zlikwidowany i zamknięty w 1955 roku przystanek osobowy i ładownia publiczna w Krakowie, na Osiedlu Teatralnym, w województwie małopolskim. Został oddany do użytku w 1952 roku przez Polskie Koleje Państwowe.